# Ethan Kath
Claudio Paolo Palmieri, conegut professionalment com a Ethan Kath, és el productor, instrumentista, compositor, co-fundador i músic principal del grup Crystal Castles. Abans de Crystal Castles, Kath fou baixista per les bandes Kill Cheerleader i Die Mannequin.

## Història
D'origen italià (els seus pares són originaris d'Itàlia), Ethan Kath va néixer a Toronto, Canadà.
La seva carrera musical va començar amb un grup de punk anarquista anomenat Jakarta, una agrupació musical que feia versions de GG Allin.
Va formar part d'un grup de heavy metal anomenat Kill Cheerleader, fent-se càrrec del baix amb el nom de "Ethan Deth". També va formar part d'una banda de folk amb el seu amic Pino Placentile, qui va morir. Els tres àlbums de Crystal Castles estan dedicats a Pino Placentile.
Va conèixer l'Alice Glass, que era una menor d'edat i vocalista d'un grup de hardcore punk anomenat Fetus Fatale. Ethan va quedar sorprès amb la seva veu i varen fer-se amics. Però abans d'escoltar-la cantar, l'Ethan i l'Alice es van conèixer a una estació de tren. L'any 2003 junts van formar Crystal Castles, que va ser un grup de música electrònica que va perdurar fins al 2014, quan l'Alice deixà el grup per motius personals. L'any 2015, Kath va retornar a Crystal Castles amb una nova vocalista anomenada Edith Frances.
Alice Glass, ex-membre co-fundador de la banda Crystal Castles, va fer una declaració a la seva pàgina web el 27 d'octubre de 2017 acusant l'Ethan Kath d'abús sexual, físic, emocional i psicològic durant la seva estada amb ell a la banda, i en febrer de 2018 es va jutjar i desestimar la demanda de Kath.